# Jason Segel
Jason Jordan Segel (Los Angeles, Kalifornija, 18. siječnja 1980.) američki je televizijski i filmski glumac najpoznatiji po ulogama u filmovima "Volim te, čovječe", "Napumpana" i "Kako preboljeti Sarah Marshall" te u popularnoj CBS-ovoj humorističnoj seriji Kako sam upoznao vašu majku u kojoj glumi Marshalla Eriksena.

## Rani život
Rođen je u Los Angelesu u saveznoj državi Kaliforniji. Otac mu je bio židovske vjere. Segel je, visok 193 cm, igrao za srednjoškolsku košarkašku momčad s kojom je osvojio državno prvenstvo. Oduvijek je sanjao da će postati glumac te se pridružio kazalištu i kao mladić glumio po lokalnim kazalištima.

## Karijera i privatni život
Prvu veću ulogu dobio je u NBC-ovoj humorističnoj seriji Frikovi i šmokljani (eng. "Freaks and Geeks") u kojoj je glumio "frika" Nicka Andopolisa. Čak je i sam napisao pjesmu za svog lika u seriji koju je pjevao svojoj djevojci u seriji.
Hodao je s Lindom Cardellini, kolegicom iz serije koja ga je ostavila nakon što je serija otkazana, a nagađalo se zato što je dobio 10 kilograma, ali je to on kasnije opovrgnuo kazavši da je to izvučeno iz konteksta njegove izjave.
Pojavljivao se kao Neil Jansen u američkoj krim seriji CSI. Jedna od glavnijih televizijskih uloga mu je ona Marshalla Eriksena u seriji Kako sam upoznao vašu majku, uz kolege Josha Radnora, Cobie Smulders, Neila Patricka Harrisa i Alyson Hannigan tumači jedan od pet glavnih likova u seriji koja je jedna od najgledanijih u Americi u posljednjih pet godina.
Na filmskom platnu pojavljivao se unazad 3-4 godine u komedijama. Igrao je sporednu ulogu u filmu "Napumpana", glavnu ulogu u komediji "Kako preboljeti Sarah Marshall" i u najnovijem filmu iz 2009. godine igra sporednu ulogu u filmu "Volim te, čovječe".

## Vanjske poveznice
- Jason Segel u internetskoj bazi filmova IMDb-u (engl.)
- Jason Segel na rottentomatoes.com